# W・アルリ・パンジャリ自然公園群

登録範囲の地図

W・アルリ・パンジャリ自然公園群（ドゥブルヴェ・アルリ・パンジャリしぜんこうえんぐん）は、ニジェール、ベナン、ブルキナファソにまたがる自然保護区群を対象とするUNESCOの世界遺産リスト登録物件である。西アフリカの生態系と生物多様性に関し、顕著な普遍的価値を有するものとして登録されている。

## 登録経緯
最初に登録されたのはW国立公園である。これは1954年にフランス領西アフリカに設定された国立公園で、ニジェール、ベナン、ブルキナファソの独立によって3か国がそれぞれ別個に管理する国立公園となっていた。「W」の名は、ニジェール川がW型に湾曲している地域に設定された国立公園であることにちなむ。
そのW国立公園のうち、ニジェール領内のみがまず推薦され、第20回世界遺産委員会（1996年）で審議された。しかし、世界遺産委員会の諮問機関である国際自然保護連合 (IUCN) はその顕著な普遍的価値を否定していたため、審議は紛糾し、投票に持ち込まれた。その結果、規定にある3分の2以上の賛成票を得たことから、「ニジェールのW国立公園」の名で世界遺産リストに登録された。W国立公園がベナン、ブルキナファソにもまたがっていることや、それらの国々の他の国立公園にも近接することから、それらの連携を望む意見は、登録まもない頃から出ていた。しかし、その頃には連携して管理に当たろうという動きはなかった。
その後、21世紀に入ると、ベナンはW国立公園の自国領部分を、パンジャリ国立公園と併せた「パンジャリ国立公園とW国立公園」（Pendjari and W National Parks）として、新規に推薦した。しかし、IUCNはこれらの国立公園のみでは顕著な普遍的価値が示されていないとし、「ニジェールのW国立公園」の拡大案件として再考するよう、「情報照会」を勧告した。そして、2002年の第26回世界遺産委員会では、勧告通りに登録は見送られた。なお、W国立公園の世界遺産としての範囲に変化はなかったものの、この年には「ニジェールのW国立公園」の生物圏保護区の指定が、ベナン、ブルキナファソ両国まで拡大されている。
ベナンのパンジャリ国立公園は、2011年には「ニジェールのW国立公園」の拡大案件として第35回世界遺産委員会で審議されたが、ブルキナファソの自然保護区も含めた範囲の再考などを指摘され、IUCNからは「登録延期」を勧告されており、委員会審議では勧告どおりに「登録延期」決議となった。
W国立公園のブルキナファソ領内の部分や、アルリ国立公園も含めた推薦はようやく2016年に実現した。これに対しては、IUCNも拡大承認を勧告し、勧告通りに第41回世界遺産委員会（2017年）での登録が実現した。文化遺産しか保有していなかったベナンとブルキナファソにとっては、初の世界自然遺産となった。アフリカでの3か国にまたがる自然遺産は、サンガ川流域の3か国保護地域（2012年）以来2件目である。

## 登録名
世界遺産の正式登録名は、英語: W-Arly-Pendjari Complex / フランス語:  Complexe W-Arly-Pendjariである。その日本語名は、以下のように揺れはある。
- W・アルリ・パンジャリ自然公園群 - 『なるほど知図帳 世界2018』[7]
- W-アーリー-ペンジャリ保護地域群 - 日本ユネスコ協会連盟[8]
- W-アルリ-ペンジャーリ国立公園 - 世界遺産検定事務局[9]
- W＝アルリ＝ペンジャリの公園群 - 月刊文化財[10]
- W・アルリ・ペンジャリ国立公園遺産群 - 古田陽久・古田真美[11]

## 登録基準
この世界遺産は世界遺産登録基準のうち、以下の条件を満たし、登録された（以下の基準は世界遺産センター公表の登録基準からの翻訳、引用である）。
- (9) 陸上、淡水、沿岸および海洋生態系と動植物群集の進化と発達において進行しつつある重要な生態学的、生物学的プロセスを示す顕著な見本であるもの。

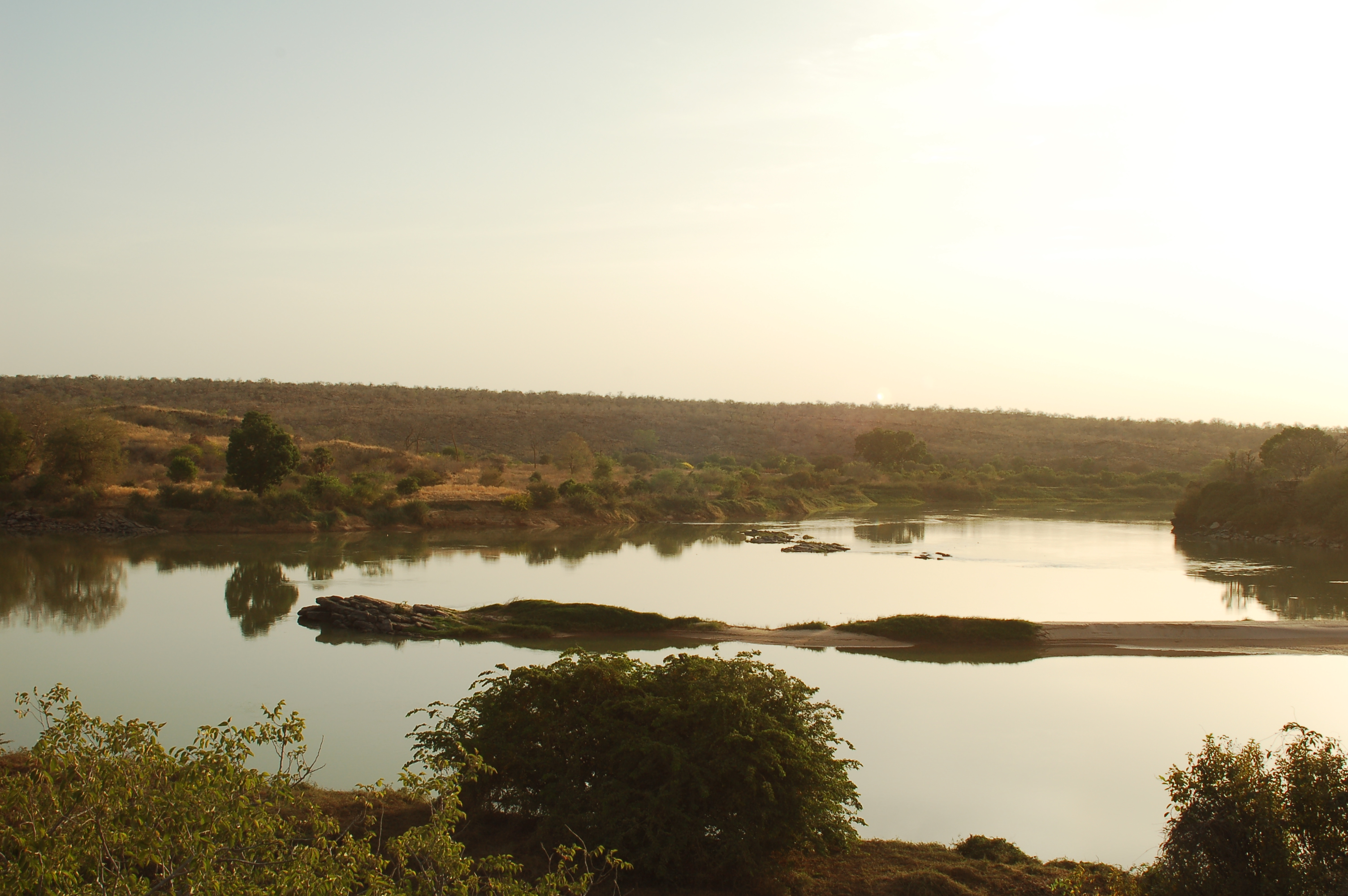
ニジェールのW国立公園

  - 世界遺産委員会はこの基準の適用理由について、この保護区群が「西アフリカのサバンナ地帯で陸生、半水生、水生の生態系が連続している場所として最大にして最重要である」[12]ことなどを挙げた。

- (10) 生物多様性の本来的保全にとって、もっとも重要かつ意義深い自然生息地を含んでいるもの。これには科学上または保全上の観点から、すぐれて普遍的価値を持つ絶滅の恐れのある種の生息地などが含まれる。
  - 世界遺産委員会はこちらの基準については、この保護区群及びその境界域が「西アフリカの残りのほとんどの地域では絶滅したか、そうなる恐れが強い動物種にとっての保護区域」[13]になっていることなどを挙げた。

なお、IUCNの勧告書で挙がっている生物の例には、以下のものがある（IUCNレッドリストの分類は、勧告時点のもの）。
- 近絶滅種 - マダラハゲワシ（英語版）
- 絶滅危惧種 - ミミヒダハゲワシ
- 危急種 - ライオン、アフリカゾウ、ヒョウ、チーター、コリンガゼル（英語版）、ヘビクイワシ、アフリカマナティー

## 構成資産
構成資産を以下に示す。以下のうち、ID、構成資産名、面積、緩衝地帯面積はユネスコ世界遺産センターによる。また、それぞれの構成資産に属する保護区名はIUCN 2017による（日本語は仮訳）。
| 保有国         | ID         | 構成資産名                                              | 属する保護区                                              | 面積    | 緩衝地帯（ha） | 登録年（ha） | 備考                                                         |
| -------------- | ---------- | ------------------------------------------------------- | --------------------------------------------------------- | ------- | -------------- | ------------ | ------------------------------------------------------------ |
| ニジェール     | 749-001    | ニジェールのW国立公園 W National Park of Niger          | ニジェールのW国立公園                                     | 220,000 | 0              | 1996年       | 1987年よりラムサール条約登録地。                             |
| ベナン         | 749bis-002 | W・アルリ・パンジャリ自然公園群 W-Arly-Pendjari Complex | パンジャリ国立公園 Pendjari National Park                 | 965,901 | 458,921        | 2017年       | 2007年よりラムサール条約登録地。                             |
| ベナン         | 749bis-002 | W・アルリ・パンジャリ自然公園群 W-Arly-Pendjari Complex | ベナンのW国立公園 W National Park of Benin                | 965,901 | 458,921        | 2017年       | 2007年よりラムサール条約登録地。                             |
| ベナン         | 749bis-002 | W・アルリ・パンジャリ自然公園群 W-Arly-Pendjari Complex | コンコンブリ狩猟区 Konkombri Zone[sic.] Cynégétiques      | 965,901 | 458,921        | 2017年       | 2007年よりラムサール条約登録地（パンジャリ国立公園の一部）。 |
| ベナン         | 749bis-002 | W・アルリ・パンジャリ自然公園群 W-Arly-Pendjari Complex | メクル狩猟区 Mékrou Zones Cynégétiques                    | 965,901 | 458,921        | 2017年       | 2007年よりラムサール条約登録地（W国立公園の一部）。          |
| ブルキナファソ | 749bis-003 | W・アルリ・パンジャリ自然公園群 W-Arly-Pendjari Complex | アルリ国立公園 Arly National Park                         | 528,930 | 642,300        | 2017年       | 2009年よりラムサール条約登録地。                             |
| ブルキナファソ | 749bis-003 | W・アルリ・パンジャリ自然公園群 W-Arly-Pendjari Complex | ブルキナファソのW国立公園 W National Park of Burkina Faso | 528,930 | 642,300        | 2017年       | 1990年よりラムサール条約登録地。                             |
| ブルキナファソ | 749bis-003 | W・アルリ・パンジャリ自然公園群 W-Arly-Pendjari Complex | コアクラナZOVIC Koakrana ZOVIC                            | 528,930 | 642,300        | 2017年       | 2009年よりラムサール条約登録地（アルリ国立公園の一部）。     |
| ブルキナファソ | 749bis-003 | W・アルリ・パンジャリ自然公園群 W-Arly-Pendjari Complex | クルチアグZOVIC Kourtiagou ZOVIC                          | 528,930 | 642,300        | 2017年       | 1990年よりラムサール条約登録地（W国立公園の一部）。          |

一帯にはアフリカローズウッド、パルミラヤシ属などの樹木が生え、Distichodus rostratusなどの魚類、カモ類、セアカアフリカオオノガン、ツメバガンを含むガン類、ハクチョウ類、シュバシコウを含むコウノトリ類、サンカノゴイ、アオサギを含むサギ類、サンショクウミワシ、ダルマワシを含む猛禽類、ジサイチョウ、シュモクドリ、カンムリヅル、ウロコカワラバトなどの鳥類およびアフリカゾウ、アフリカスイギュウ、ライオン、レイヨウ（トピなど）、チーター、ケープイボイノシシ、ヒョウ、リカオンなどの哺乳類が生息している。